# Wobé (langue)
Le wobé  est une langue krou parlée en Côte d’Ivoire, et fait partie du continuum linguistique wèè.

## Écriture
L’orthographe du wobé est principalement basé sur les régles recommandées dans l’Orthographe pratique des langues ivoiriennes.
| a | b | c | d | e | ɛ | f | g | gb | i | ɩ | j | k | kp | kw | l | m | n | ny | o | ɔ | p | r | s | t | u | ʊ | w |

Les tons sont indiqués à l’aide de signes diacritiques avant ou après les syllabes :
- le guillemet devant pour le ton très haut, par exemple ‹ ˮka ›, « crabe » ;
- l’apostrophe devant pour le ton haut, par exemple ‹ ʼfan ›, « chapeau » ;
- le signe moins devant pour le ton bas, par exemple ‹ ˗ka ›, « baluchon » ;
- le signe moins après pour le ton très bas, par exemple ‹ ko˗ ›, « riz ».